# Kommunistische Partei Saar
Die Kommunistische Partei, Landesverband Saar (Kurzbezeichnungen: KP, auch KPS) war eine kommunistische Partei im Saarland, die von 1946 bis 1957 existierte.

## Geschichte

### Gründung
Zusammen mit der CVP und der SPS gehörte die KPS zu den ersten Parteien, deren Gründung die französische Militärregierung im besetzten Saarland per Erlass vom 13. Dezember 1945 genehmigte. Die Partei konstituierte sich – anfangs noch unter der Bezeichnung Kommunistische Partei, Bezirk Saar-Nahe – am 10. Januar 1946. Erster Parteivorsitzender wurde Friedrich Nickolay (1909–1953).

### Positionen und Wahlergebnisse
Die KPS war bis 1955 die einzige im Saarland zugelassene Partei, die sich gegen einen Anschluss an Frankreich und für eine Rückkehr nach Deutschland einsetzte. Sie vertrat die ideologischen Positionen der Kommunistischen Partei Deutschlands (KPD). In späteren Jahren ordnete sie sich der KPD vollständig unter; so befolgte sie deren Weisungen und sprach politische Aktionen im Voraus mit ihr ab.
Ab 1947 war die Partei mit zwei Sitzen im neu gegründeten Landtag des Saarlandes vertreten, verlor jedoch 1948 wieder ihren Fraktionsstatus, nachdem Karl Hoppe aus der Fraktion ausgetreten war. Als sie bei der zweiten Wahl 1952 mit vier Abgeordneten ins Parlament einzog, wurde mit den Stimmen von CVP und SPS die Fraktionsstärke auf fünf erhöht. Nach der Zulassung der prodeutschen Parteien im Vorfeld der dritten Landtagswahl erreichte sie 1955 ihr schlechtestes Ergebnis.
Auch auf Kommunalebene trat die KPS an und konnte Mandate erzielen. So stellte sie zum Beispiel im März 1949 bei den Gemeinderatswahlen 216 der 4936 Gemeinderäte; bei den Bürgermeisterwahlen im April 1949 gehörten drei der gewählten 156 Bürgermeister der KPS an.

### Verbot
Nach dem Beitritt des Saarlandes in die Bundesrepublik stufte das Bundesverfassungsgericht im März 1957 die KPS als eine Ersatzorganisation der inzwischen verbotenen KPD ein. Am 9. April 1957 wurde die Partei schließlich vom saarländischen Innenminister verboten. Die Büros der Partei wurden geschlossen, Akten beschlagnahmt, die Parteizeitung Neue Zeit wurde eingestellt.
In einem Wahlprüfungsverfahren stellte der Landtag des Saarlandes am 17./18. Juli 1959 fest, dass die zwei verbliebenen Mandate der ehemaligen KPS-Abgeordneten Fritz Bäsel und Erich Walch ersatzlos wegfallen, jedoch konnten beide aufgrund einer einstweiligen Anordnung des Verfassungsgerichtshofes des Saarlandes ihre Rechte als Landtagsabgeordnete bis zum Ende der Wahlperiode im Dezember 1960 wahrnehmen. In der Hauptsache wurde das Verfahren 1961 eingestellt.

## Landtagswahlergebnisse
- 1947: 37.936 Stimmen (8,4 %), 2 Mandate
- 1952: 41.404 Stimmen (9,5 %), 4 Mandate
- 1955: 38.698 Stimmen (6,6 %), 2 Mandate